# ザ・ゲロゲリゲゲゲ
ザ・ゲロゲリゲゲゲ（The Gerogerigegege）は、山之内純太郎によるソロプロジェクト。ノイズミュージックなどを中心とした楽曲を制作している。また、自らレーベル「Vis a Vis」を立ち上げて、そこから音源をリリースしている。

## 概要
1985年から活動を開始。パンク・ロックやノイズミュージックの要素を取り入れた楽曲を多く制作している他、アンビエントの要素を取り入れた作品を制作することもある（アルバム「Hell Driver」など）。また、ライブ会場限定で発売されたカセットテープも多く、正確な音源数を把握することが困難となっている。また一部の音源は、その稀少性からオークション等で高値で取引されることも多い（アルバム「昭和」など）。
またゲロゲリゲゲゲのライブでは、パフォーマンスとして舞台上でせんずりをすることが知られ、自慰の様子を録音した楽曲や、タイトルに「Senzuri」がつくアルバムも複数ある。ゲロゲリゲゲゲの名前は、そのインパクトの強さから日本だけでなく海外でも広く知られている。
2001年に活動休止し、表舞台から姿を消していたが（沈黙のパフォーマンスという表現を用いていた）、2016年におよそ15年振りのアルバム「燃えない灰」リリースし活動再開した。

## ディスコグラフィー

### アルバム
- Senzuri Champion（1987年、Vis A Vis Audio Arts）LP
- 昭和（1988年、Vis A Vis Audio Arts）LP
- Sexual Behavior in the Human Male（1988年、TRANS RECORDS）CD
- パンクの鬼 Tokyo Anal Dynamite（1990年、Vis A Vis Audio Arts）CD、ジャケットイラストは蛭子能収
- Senzuri power up（1991年、Vis A Vis Audio Arts）CD
- Live Greatest Hits（1991年、Vis A Vis Audio Arts）CD
- 45RPM Performance（1992年、Dark Vinyl Records）CD
- Hotel Ultra（1993年、KUBITSURI-TAPES INTERNATIONAL）CD
- Nothing to Hear, Nothing to... 1985（1993年、Noise）CD
- Endless Humiliation（1994年、Japan Overseas）CD
- Instruments Disorder（1994年、Mediacapsule）CD
- SINGLES 1985-1993（1994年、Work In Progress）CD
- Sexual Behavior in the Human Male（1995年、SSE COMMUNICATIONS）ボーナストラック入りCD再発
- Mort Douce Live（1996年、Sound Factory）CD
- Recollections of Primary Masturbation（1998年、Onkel Tuka Records ）CD
- Hell Driver（1999年、Dirter Promotions）CD
- None Friendly（1999年、Mink Records）CD
- RRRecycled Music（1999年）CD
- Saturday Night Big Cock Salaryman（2001年、Full Volume Agency）CD、ジャケットイラストは花くまゆうさく
- 燃えない灰（2016年、ESKIMO RECORDS）CD
- Senzuri Champion -改訂版-（2018年、Vis A Vis Audio Arts）CD
- RIVER/PIANO-CUTTING MACHINE MUSIC - BLACKOUT ARCHIVE.1（2019年、Vis A Vis Audio Arts）CD
- GIG IN TRAIN - BLACKOUT ARCHIVE.2（2019年、Vis A Vis Audio Arts）CD
- 大都会/便所 - BLACKOUT ARCHIVE.3（2019年、Vis A Vis Audio Arts）CD
- Uguisudani Apocalypse（2019年、The Trilogy Tapes）LP/CD
- (decrescendo) （2019年、Cav Empt / The Trilogy Tapes）カセットテープ/LP/CD
- パンクの鬼・シングル集 Tokyo Anal Dynamite Singles（2020年、Vis A Vis Audio Arts）CD、オリコン最高30位
- Piss Shower Girlfriend（2020年、F.O.A.D. Records）LP
- 不安な演奏（2020年、Urashima）10枚組CD-BOX
- Heisei（2021年、Vis A Vis Audio Arts）カセットテープ
- NAOMI'S MASTURBATION AND WAKAKUSA DORMITORY GUIDE / 直美のオナニーと若草寮案内（2021年、Vis A Vis Audio Arts）カセットテープ
- 今日という日が生まれた時から決まっているように（2022年、いぬん堂）CD
- 新宿に命さびしむ歌多し（2022年、Vis A Vis Audio Arts）10本組カセットテープ
- Hand Made Broken Orgel（2022年、Vis A Vis Audio Arts）カセットテープ

### シングル
- 愛人（1988年）
- More Shit E.P.（1992年）
- SENZURI MONKEY METAL ACTION（1992年）
- 北の丸百景（1993年）
- Night（1993年）
- Yellow Trash Bazooka E.P.（1993年）
- Mother Fellatio EP（1993年）
- Life Documents（1994年）
- SENZURI FIGHT BACK（1994年）
- ALL YOU NEED IS AUDIO SHOCK（1995年）
- Veel Plezier met de Gerogerigegege!（1995年）
- WRECK OF ROCK'N'ROLL FORMER SELF（1995年）
- Seven Inches of Meat (split with Origami Erotika)（1996年）
- "Ramones" (split with Bastard Noise)（1996年）
- 靖國神社（1996年）
- ETERNAL ENERGY (split with Psyalpinx)（1997年）
- Early Dream Exit（2000年）
- Live in USA (split with Crowd Surfers Must Die)（2001年）
- 燃えない腹（2017年、Scrotum Records）
- センズリが止まらない Turn It Into Love（2020年、K.A.Z. ）Sedem Minút StrachuとのSplit 7"EP
- ケバブ・カオス Kebab Kaaos（2020年、K.A.Z. ）Sedem Minút StrachuとのSplit 7"EP

### その他
- This Is A Shaking Box Music (You Are Noise Maker)（1985年）